# Теорема Кодайри про вкладення
Теорема Кодайри про вкладення відповідає на питання, які компактні келерові многовиди є проективними алгебричними многовидами. Інакше кажучи, які комплексні многовиди визначаються однорідними многочленами.
Теорема доведена Куніхіто Кодайрою.

## Формулювання
Нехай M є компактний келеровий многовид з метрикою Годжа, тобто його Келерова форма ω визначає цілочисельний клас когомологій. Тоді M допускає аналітичне вкладення в комплексний проективний простір деякої досить високої розмірності N.